# Вишняков, Александр Иванович
Алекса́ндр Ива́нович Вишняко́в, Вишнеков (1750/1751—?) — русский живописец-жанрист. Младший сын знаменитого портретиста и монументалиста Ивана Яковлевича Вишнякова, имевшего 6 сыновей, из которых 4 стали художниками. Учился у отца; также учился у Ивана Ивановича Бельского.
В 1760 и 1761 годах (возрасте 9 и 10 лет) упоминался в исповедных росписях петербургской церкви Рождества Христова на Песках.
Его картина «Крестьянская пирушка» (конец 1760-х — начало 1770-х, ГРМ) — одно из самых ранних изображений крестьянских трапез. «Гротеск, свойственный всей сцене, подобен изображению грубой натуры, характерной для голландских и фламандских картин мастеров XVII века, которым подражали и русские художники середины XVIII века».